# سايلنت هيل إف
سايلنت هيل إف، (بالإنجليزية: Silent Hill f) هي لعبة من نوع رعب البقاء من تطوير نيوباردز إنترتانمينت ونشر شركة كونامي ديجيتال إنترتينمنت، أعلنت عنها كونامي في أكتوبر 2022. من المقرر اصدار اللعبة على جهاز بلاي ستيشن 5، الاكس بوكس، والحاسب الآلي في 24 سبتمبر 2025.

## مراحل التطوير
بُنيت لعبة سايلنت هيل إف استنادًا إلى مفهوم الرعب الياباني المتمثل في "إيجاد الجمال في الرعب"، مشيرًا إلى أنه "عندما يصبح شيء ما جميلًا ومثاليًا للغاية، فإنه يصبح مزعجًا للغاية". استعانت كونامي بالكاتب ريوكيشي 07، المعروف بروايته البصرية "هيغوراشي عندما يبكون"، إيمانًا منها بحاجتها لشخص يستطيع "فهم جوهر الرعب الياباني حقًا". على الرغم من أن اللعبة صُممت كقصة مستقلة، إلا أن المطورين أضافوا إشارات إلى ألعاب سايلنت هيل السابقة.
في حين أن السلسلة مزجت في الأصل بين عناصر الرعب اليابانية والغربية، شعرت كونامي أنها أصبحت ذات طابع غربي مفرط، مما قلل من تأثيرها الياباني. ونتيجةً لذلك، قرر الفريق إنشاء سايلنت هيل إف كـ"رعب ياباني خالص"، مع التركيز على "جوهرها" الياباني، الذي اعتبروه جوهر السلسلة على الرغم من أن أحداث القصة تدور عادةً في الولايات المتحدة. شكّل نقل موقع اللعبة من المدينة التي تحمل اسم اللعبة إلى اليابان تحديًا، إذ سعى المطورون إلى الحفاظ على المواضيع الأساسية للسلسلة، والمتمثلة في "تصوير صراع الشخصيات مع الشر الكامن في أنفسهم - الخطيئة، والسخط، والصراع".
استُلهم موقع اللعبة الرئيسي، وهو بلدة إيبيسوجاوكا، من بلدة كاناياما، جيرو، في محافظة جيفو. اقترح ريوكيشي 07 كاناياما بعد مقارنة مواقع مختلفة، قائلًا إن "منظرها البلدي الفريد للغاية" يعكس مرور الزمن وكيفية تطور مبانيها بالتوازي مع أنماط حياة سكانها. زار الفريق كاناياما لتصوير مواقع حديثة، واستخدموا مواد مرجعية لإعادة إحياء أجواء الستينيات بشكل أصيل. أشار ريوكيشي 07 إلى أن الشخصيات النسائية في ألعاب سايلنت هيل السابقة عانت معاناة كبيرة. في سايلنت هيل إف، سعى إلى ابتكار بطلة، هيناكو شيميزو، التي تتخذ قراراتها بنفسها بدلًا من أن "تتأثر بالقصة".
سعت الفنانة كيرا إلى أسلوب بصري مميز عن "المناظر الطبيعية الصدئة الملطخة بالدماء" في الأجزاء السابقة، مع الحفاظ على طابعها المألوف. وأشارت إلى أن التحدي الأكبر كان في إنشاء شخصيات الوحوش، حيث أراد الفريق دمج رؤية ريوكيشي07 مع تصميم كيرا، لخلق وحوش "تأسر قلوب اللاعبين".
قام أكيرا ياماوكا وكينسوكي إيناجي بتأليف موسيقى عالم الضباب والعالم الآخر في اللعبة، على التوالي. بالإضافة إلى ذلك، ساهم الملحنان داي وشاكي، اللذان تعاونا سابقًا مع ريوكيشي07، في المشروع. ركز ياماوكا على دمج الموسيقى مع "جوهر" السلسلة الياباني، عاكسًا هويته الثقافية "بطريقته الخاصة قدر الإمكان". صرح إيناجي أنه "مزج موسيقى البلاط اليابانية القديمة مع أصداء محيطة"، مستخدمًا تقنيات متنوعة لنقل "الألم والصراع الداخلي والخوف ومشاعر أخرى". كما سافر المطورون إلى كاناياما لتسجيل المشهد الصوتي.
الجدير بالذكر بأن لعبة سايلنت هيل إف، لن تحتوي على سلاح ناري.

## روابط خارجية
- سايلنت هيل إف على موقع IMDb (الإنجليزية)